# Willemsdorp

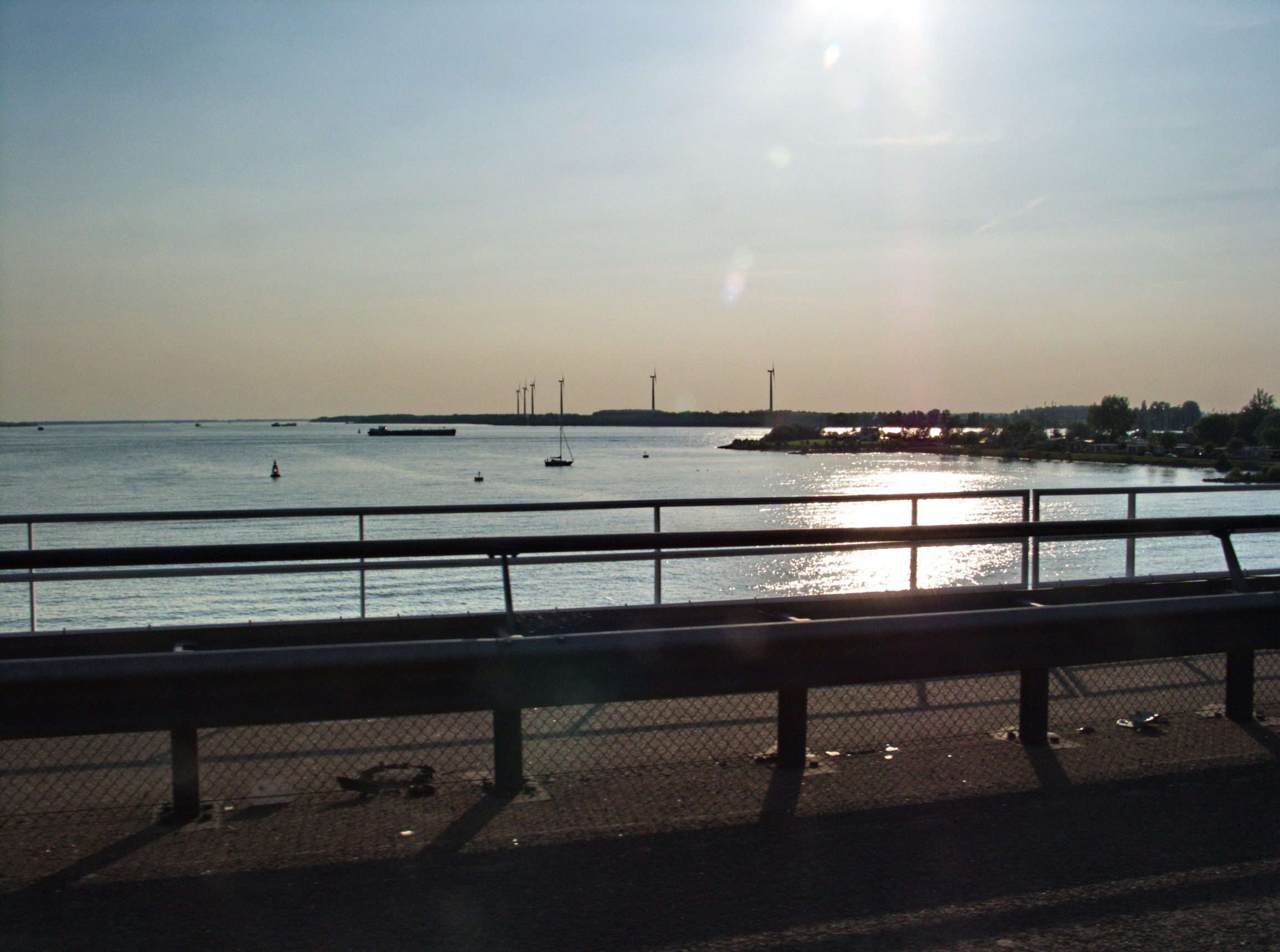
Willemsdorp (rechts) gezien vanaf de Moerdijkbrug

Willemsdorp is een buurtschap in de gemeente Dordrecht, in de Nederlandse provincie Zuid-Holland. Het ligt op de zuidwestelijke punt van het Eiland van Dordrecht en het bestaat uit een café, een paar huizen, een jachthaven, een camping en een bungalowpark.

## Ontstaan
Willemsdorp heeft net als Tweede Tol zijn ontstaan aan de aanleg van de Rijksstraatweg te danken. Deze weg van Dordrecht naar het Hollands Diep hield hier op en men richtte er in 1822 een veerpont naar Moerdijk in. Hier kwam voor de wachtenden een uitspanning, waaromheen een kleine nederzetting groeide. Men noemde deze naar koning Willem I (hoewel Napoleon ooit opdracht tot aanleg van de weg gegeven had).
Bij de opening van de A16 met bijbehorende verkeersbrug in 1938 werd het veer opgeheven; enige jaren eerder was de spoorweghalte bij de brug al opgeheven.

## Tweede Wereldoorlog
In de mobilisatietijd tussen augustus 1939 en mei 1940 had Willemsdorp een aanzienlijk Nederlands garnizoen dat zowel in bestaande gebouwen als in een barakkenkamp onderdak vond. Het garnizoen had tot taak de zware kazematten bij de Moerdijkbruggen te bemannen, het landhoofd en de zuidwest oever van het Hollands Diep te verdedigen alsmede het scheepvaartverkeer richting Kil te controleren. Op 10 mei 1940 - nadat enige bommen op Willemsdorp waren gevallen - landde een tweetal Duitse parachutistencompagnieën in de polders ten noordoosten van Willemsdorp. Jacob Keller keek ernaar vanuit Wieldrecht en beschrijft het volgende in zijn dagboek: "Wij gingen alle naar buiten en zagen een schouwspel om nooit te vergeten. ‘t Leek of er wel honderd vliegtuigen in ‘t zuiden aan de lucht waren en daar zagen we de witte valschermen, door de ochtendzon beschenen gelijk groote paddestoelen naar beneden komen." De parachutisten, in getal meer dan de helft zwakker dan de Nederlandse verdedigers, versloegen in enkele uren tijd het gehele Nederlandse garnizoen. Dat garnizoen was dan ook ingesteld op een verdediging vanuit de waterzijde. Tegenover een vijand die in de rug landde bleek het zeer kwetsbaar. Nadien werden Nederlandse krijgsgevangenen in het barakkenkamp opgesloten en door de Duitsers bewaakt. Doordat Willemsdorp regelmatig onder Nederlands artillerievuur uit de Hoeksche Waard kwam te liggen, vielen er meer slachtoffers onder Nederlandse krijgsgevangenen dan hun Duitse bewakers. In het dorp werden talloze huizen vernield of zwaar beschadigd. Vlak naast de oude militaire post staat een monument voor de gevallenen.

## Recreatie
Het rivierstrand bij het gehucht werd na de opening van de brug door veel Dordtenaren nog voor recreatie gebruikt. In 1963 kreeg de recreatiefunctie een nieuwe impuls toen er een camping, genaamd Bruggehof, werd aangelegd. De camping is inmiddels veranderd in een bungalowpark met een restaurant, klein zwembad en enige andere recreatieve faciliteiten. Sedert 1975 is de oude veerhaven in gebruik als jachthaven.